# 豹紋喙鱸
豹紋喙鱸，為輻鰭魚綱鱸形目鱸亞目鮨科的其中一種，被IUCN列為次級保育類動物，分布於中東太平洋區，從加利福尼亞灣至墨西哥哈利斯科州海域，棲息深度可達50公尺，體長可達86公分，生活在岩礁區，為底棲性魚類，屬肉食性，以魚類等為食，可做為食用魚。